# الاعتراف القانوني بالعلاقات المثلية في بولندا
لا تعترف بولندا قانونيا بالعلاقات المثلية، لا على شكل اتحاد مدني ولا زواج المثليين. في عام 2012، قضت المحكمة العليا بأنه لدى الشركاء المثليين حقوق قانونية محدودة فيما يتعلق بملكية منزل مشترك. كما تضمن بعض القوانين بعض الحقوق المحدودة للشركاء غير المتزوجين، بما في ذلك الشركاء المثليون.
تم تفسير المادة 18 من الدستور البولندي سابقاً على أنها تحظر زواج المثليين، ولكن في فبراير 2019 حكمت محكمة في وارسو في قرار تاريخي بأن ذلك لا يحد الزواج صراحة إلى الأزواج المغايرين فقط.

## المساكنة غير المسجلة
في حين أن بولندا ليس لديها قانون محدد بشأن المساكنة، هناك بعض الأحكام في مختلف القوانين أو قرارات المحكمة العليا التي تعترف بالعلاقات بين الشركاء غير المتزوجين والتي تمنحهم حقوقا والتزامات محددة. على سبيل المثال، تستخدم المادة 115 (11) من قانون العقوبات قالب:بولندي مصطلح «الشخص الأقرب»، والذي يشمل العلاقات الرومانسية غير الرسمية. يمنح وضع «الشخص الأقرب» الحق في رفض الشهادة ضد الشريك. لم يتم تعريف مصطلح «شريك» بشكل صريح. وقد أكد قرار تاريخي أصدرته المحكمة العليا في آذار/مارس 2016 بشأن حقوق الشركاء المثليين أن الصياغة تتضمن أيضاً الشركاء المثليين.
هناك قوانين أخرى توفر اعترافا محدودا بالشركاء المثليين. على سبيل المثال، منذ عام 2004، عندما يحق لأحد الشركاء الحصول على منافع اجتماعية، يتم أيضًا أخذ دخل الشريك الآخر في الاعتبار. بموجب المادة 6.14 من قانون المعونة الاجتماعية المؤرخ 12 مارس 2004 (بالبولندية: Ustawa z dnia 12 marca 2004 r. o pomocy społecznej)، يعتمد استحقاق الإعانات الاجتماعية على دخل الفرد في الأسرة. يستخدم مصطلح «الأسرة» في القانون للإشارة إلى الأشخاص المتزوجين، أو الذين هم في شراكة فعلية، أو من يعيشون معًا وعندهم منزل مشترك. منذ عام 2008، إذا تعرض أحد الشركاء لحادث أو مرض خطير، يعتبر الشريك الآخر من أقرب الأقارب للأغراض الطبية. بموجب المادة 3.1 (2) من قانون حقوق المرضى الصادر في 6 نوفمبر 2008 (بالبولندية: Ustawa o prawach pacjenta i Rzeczniku Praw Pacjenta)، يتضمن تعريف «أقرب الأقرباء» (بالبولندية: osoba bliska) «شخصًا في شراكة دائمة» (بالبولندية: osoba wtrwałym pożyciu)، والذي يشمل الشركاء المثليين.
صدر قرار من المحكمة العليا في تاريخ 28 نوفمبر 2012 (III CZP 65/12) حول تفسير مصطلح شخص عاش في مساكنة مع المستأجر" فيما يتعلق بقضية رجل مثلي الجنس الذي كان شريكه المتوفى، المستأجر الرئيسي للشقة. وفسرت المحكمة القانون بطريقة تعترف بالشريك الباقي على قيد الحياة على أنه مفوض بامتلاك الحق في الإيجار. وذكرت المحكمة أن الشخص المتبقي بالمساكنة مع المستأجر - بالمعنى المقصود في المادة 691 § 1 من القانون المدني - هو الشخص المرتبط بالمستأجر عن طريق رابطة ذات طبيعة عاطفية وجنسية واقتصادية. وهذا يشمل أيضا شخص مثليا. سابقا، في مارس 2010، حكمت المحكمة الأوروبية لحقوق الإنسان، في قضية "كوزاك ضد بولندا"، أن من حق المثليين أن يرثوا من شركائهم.
في إحدى القضايا في عام 2011، تمكنت الكاتبة البولندية إيزابيلا فيليبياك من الحصول على بطاقة إقامة لشريكتها الأمريكي.
في عام 2018، تم منح شريكتين من المثليات الحق في تسجيل ابنهما المولود في بريطانيا كطفل خاص بهما.

### الاعتراف الرمزي المحدود
في عام 2004، كان قرار هيئة النقل البلدية في وارسو للسماح للشركاء المتساكنين المثليين والمثليات بالسفر بحرية على نظام النقل العام بالمدينة هو أول حالة اعتراف قانوني بالعلاقات المثلية في بولندا. في عام 2007، اعترف قرار من مركز مدينة خوجوف للمساعدات الاجتماعية بالعلاقات المثلية. واعترف القرار، أنه وفقا للقانون، فإن الأشخاص الذين يعيشون في علاقة مشتركة هم عائلة، بحيث يكون الشريك ملزما برعاية الآخر.
في نهاية عام 2010، قررت محكمة في زووتوف أنه من حق شريكة مثلية لامرأة قد توفيت مواصلة عقد الإيجار في شقتهما المشتركة. استأنفت البلدية الحكم، لكن محكمة المقاطعة في بوزنان رفضت الاستئناف. وبالتالي، أصبح قرار محكمة زووتوف نهائياً. قال رئيس المحكمة الإدارية في زووتوف، آدم يوتى زنكا -تريباوفسكي: «وجدت المحكمة أن هاتين المرأتين بقيتا بالفعل في شراكة مستقرة. أي تفسير آخر من شأنه أن يؤدي إلى التمييز على أساس التوجه الجنسي».

### حكم محكمة العدل الأوروبية 2018
في 5 يونيو 2018، حكمت محكمة العدل الأوروبية لصالح زوجين مثليين أمريكي-روماني سعوا إلى الاعتراف بزواجهم في رومانيا حتى يتسنى للشريك الأمريكي الإقامة في البلاد. قضت المحكمة بأن الدول الأعضاء في الاتحاد الأوروبي قد تختار ما إذا كانت ستسمح بزواج المثليين أم لا، لكنهم لا يستطيعون عرقلة حرية إقامة مواطن أوروبي وزوجه. وعلاوة على ذلك، قضت المحكمة بأن مصطلح «الزوج» محايد من حيث الجنس، وأنه لا يعني بالضرورة وجود شخص مغاير.

## الشراكات المسجلة

### قبل عام 2005
كان أول اقتراح تشريعي للاعتراف بالشركاء المتساكنين غير المسجلين (بما في ذلك الشركاء المثليون) في عام 2002، لكنه لم يتم التصويت عليه.
في عام 2004، وفي ظل حكومة يسارية، وافق مجلس الشيوخ على مشروع قانون يسمح للشركاء المثليين والمثليات بتسجيل علاقاتهم كاتحادات مدنية. وكان سيتم منح أطراف الاتحاد المدني بموجب مشروع القانون مجموعة كبيرة من المزايا، والحماية والمسؤوليات (صناديق التقاعد على سبيل المثال، الضرائب المشتركة والمنافع ذات الصلة بالموت)، الممنوحة حاليا فقط للأزواج المغايرين في الزواج، على الرغم من أنها لم تكن لتسمح بتبني الأطفال. تمت الموافقة على مشروع القانون في تصويت 38 صوتا لصالحه مقابل 23 ضده وامتناع 15 عن التصويت (38-23-15). لكن مشروع القانون انقضى في الانتخابات العامة لعام 2005.
دعم حزبان فقط مشروع القانون، وهما تحالف الاتحاد العمالي والحزب الديمقراطي الاجتماعي البولندي، (وكلاهما من الديمقراطيين الاشتراكيين)، في حين عارضه كل من المنبر المدني، ورابطة الأسر البولندية وحزب القانون والعدالة. كان حزب الدفاع عن النفس غير مبال، ولم يتخذ حزب الشعب البولندي موقفا منه.

### 2011-2005
تم اقتراح مشروع قانون شراكة مسجلة جديد لحكومة المنبر المدني وحزب الشعب البولندي في أواخر 2007. ومع ذلك، رفضت الحكومة هذا الاقتراح. وفي عام 2008، كان هناك مشروع قانون رابع جديد بشأن الشراكات المسجلة. جرى إعداده من قبل تحالف اليسار الديمقراطي من المعارضة. ومع ذلك، لم يكن لدى مشروع القانون أي فرصة في مصادقة البرلمان عليه. في النهاية، لم يقدم تحالف اليسار الديمقراطي مشروع القانون.
وبدأ نقاش آخر حول تشريع الشراكات المسجلة المثلية في يونيو/حزيران 2009. وقدمت منظمات المثليين التماسًا في هذه المسألة إلى رئيس مجلس النواب، برونيسواف كوموروفسكي (عن المنبر المدني). تغير المناخ السياسي أيضًا، حيث أبدى بعض السياسيين من الأحزاب المعارضة لإضفاء الشرعية على الاتحادات المثلية مثل المنبر المدني أو حزب القانون والعدالة بما في ذلك جيجي بوزاك (المنبر المدني) وميخاو كاميسكي (حزب القانون والعدالة)، الحاجة إلى تنظيم بعض الحقوق للشركاء المثليين. وبالمثل، في هذا الصدد، تغيرت أيضا مواقف بعض ممثلي الكنيسة. في يناير 2010، أعد ائتلاف اليسار الديمقراطي المعارض، بالتشاور مع منظمات المثليين، مشروع قانون جديد حول الشراكات المسجلة. تم تصميم مشروع القانون الجديد على نفس النموذج الذي أقره مجلس الشيوخ في عام 2004 وعلى غرار ميثاق التضامن الوطني (بالفرنسية: Pacte Civil de solidariité)‏ الفرنسي. ومع ذلك، لم يكن لدى مشروع القانون أي فرصة لتمريره في البرلمان الحالي، حيث أعلن كل من المنبر المدني وحزب العدالة والقانون وحزب الشعب البولندي أنهم لن يدعموا مشروع القانون.
في 17 مايو 2011، قدم ائتلاف اليسار الديمقراطي مشروع قانون حول الشراكة المسجلة، والذي من شأنه تنظيم العلاقات بين الشركاء المثليين والشركاء المغايرين. كان هذا المشروع مشابهاً لميثاق التضامن المدني الفرنسي. أعلنت أغنيشكا بوماسكا، نائبة الأمين العام لحزب المنبر المدني، أن الوقت قد حان لعقد مناقشات حول العلاقات غير الرسمية القانونية، سواء بين المغايرين أو بين المثليين، وأن المنبر المدني منفتح للحديث عن الشراكات المسجلة. أعلن رئيس وزراء بولندا دونالد توسك (عن المنبر المدني) أن قانون الشراكات المسجلة سوف يتم تمريره في بداية الفصل الدراسي القادم من مجلس النواب. ولكن، أعلن رئيس مجلس النواب جيغور شيتونا (عن المنبر المدني) أن هذا القانون لن يطرح للتصويت في البرلمان في تلك الفترة التشريع. ومع ذلك، بعد تلقي عريضة لصالح مشروع قانون الشراكة المسجل، وقعها 23,500 شخص، أعلن رئيس البرلمان شيتونا أنه من المحتمل تقديم مشروع القانون لأول قراءة له في البرلمان بعد 10 يوليو 2011. أعلن كريجتوف توشكيفيتش، المتحدث باسم من الكتلة البرلمانية لحزب المنبر المدني، أعلن أن الحزب سيدعم مشروع قانون الشراكة المسجلة، ولكن فقط بعد الانتخابات البرلمانية في أكتوبر 2011.
في يوليو 2011، عقدت لجنة السياسات الاجتماعية والأسرية ولجنة العدل وحقوق الإنسان القراءة الأولى لمشروع قانون الشراكة المسجل. من أصل 67 (32 المنبر المدني، 23 حزب القانون والعدالة، 7 ائتلاف اليسار الديمقراطي، 2 حزب الشعب البولندي، 3 مستقلون) من كلا اللجنتين، مر مشروع القانون في تصويت 29 صوتا لصالحه، مقابل تصويت 10 ضده وامتناع 3 عن التصويت.
وقد أعربت المحكمة العليا في بولندا عن رأيها في مشروع قانون الائتلاف اليساري الديمقراطي، الذي مر في القراءة الأولى في مجلس النواب، قبل الانتخابات في 9 أكتوبر 2011. قوضت المحكمة شرعية العمل الإضافي على مشروع القانون، بسبب العديد من المشاكل القانونية فيه. وفي نفس الوقت، ذكرت أن إضفاء الطابع المؤسسي على المساكنة للشركاء المغايرين غير مقبول فيما يتعلق بصياغة المادة 18 من الدستور البولندي. وفيما يتعلق بالعلاقات الدائمة للشركاء المثليين، ذكرت أن المقبولية ونطاق أي نظام قانوني يتطلب تحليلاً يراعي الالتزامات القانونية الدولية، وينظر في العواقب التي قد تنتج عن الأحكام الصادرة عن المحكمة الأوروبية لحقوق الإنسان. وفقًا للبروفيسور ميروسلاف فريزجكوفسكي، رئيس قسم حقوق الإنسان في كلية الحقوق بجامعة وارسو، وهو قاض سابق في المحكمة الدستورية البولندية، فإن الدستور يتطلب إدخال الشراكات المدنية.
لم يتم التصويت على مشروع القانون في نهاية المطاف من قبل البرلمان، وفشل بالتالي.

### 2011-2015
بعد الانتخابات البرلمانية التي أجريت في 9 أكتوبر 2011، أعلن سانوش باليكوت، زعيم «حركتك»، أن مشروع قانون حول الشراكات المدنية سيكون واحدا من أول مشاريع القوانين المقدمة إلى البرلمان. أعلن ليشيك ميلر، رئيس الكتلة البرلمانية للائتلاف اليساري الديمقراطي، أنه سيعيد تقديم نفس مشروع القانون التي قدمها في البرلمان السابق.وأعلن رافاو غروبيسكي، نائب رئيس الكتلة البرلمانية للمنبر المدني، أنه خلال التصويت على مشروع القانون سيكون هناك «تصويت جماعي» بين أعضاءه. اعتقد ستانواف جيلخوفسكي رئيس الكتلة البرلمانية لحزب الشعب البولندي، أن مشروع قانون الائتلاف اليساري الديمقراطي حول الشراكات المدنية سيتم تجاهله في الغالب من قبل البرلمان.
وسيتم إعداد مشروع قانون جديد يستند إلى ذلك القانون الذي اعتمده مجلس الشيوخ في عام 2004 (على غرار النموذج الاسكندنافي، وليس ميثاق التضامن المدني الفرنسي)، والذي سينظم الاتحادات بين الشركاء المثليين فقط، وسيتم تقديمه إلى البرلمان في أوائل ديسمبر 2011 باعتباره مبادرة مشتركة من الائتلاف اليساري الديمقراطي وحركتك. أعلن بعض أعضاء المنبر المدني أيضا عن دعمهم لمشروع القانون. لم يتخذ حزب الشعب البولندي موقفا حازما من القضية، ولكن كان يعتقد أنه يدعمه. اعترض حزب القانون والعدالة فقط، على الرغم من تأييد بعض أعضائه، مثل فيتولت فاشزوكفسكي.
اعتبرت عضوة برلمان الاتحاد الأوروبي البولندية أغنشكا كوزوفسكا-راويفيتش اعتماد القانون المتعلق بالشراكات المدنية كأحد أولوياتها. على الرغم من أنها قالت بإن الأمثل هو تقديم الحق في زواج المثليين. وقالت أيضًا إن الشراكات المدنية المماثلة لميثاق التضامن الفرنسي كانت بالشكل الذي تم الاتفاق عليه في ذلك الوقت. علاوة على ذلك، أعربت عن اعتقادها بأن هذا القانون سيتم سنه في الدورة البرلمانية الحالية. بالإضافة إلى ذلك، أفاد تقرير حكومي، «بولندا 2030 الموجة الثالثة من الحداثة - إستراتيجية التنمية الوطنية طويلة الأجل»، أن الهدف من السنوات الخمس القادمة (حتى 2015) سيكون المساواة في الحقوق للشركاء في علاقات مستقرة غير المتزوجين. قال آرثر دونين (عن المنبر المدني) إن العديد من البرلمانيين من أعضاء البرلمان يرون الحاجة إلى قانون الشراكة هذا، شريطة ألا يذهب بعيداً. مثل هذا القانون من شأنه أن يعطي إمكانية الاعتراف الرسمي لكل من الشركاء المثليين والشركاء المثليين وسوف يكون مشابهة لميثاق التضامن الوطني الفرنسي. مثل هذا القانون أيضا لديه دعم من أعضاء البرلمان المحافظين عن المنبر المدني.
في 13 يناير 2012، قدم كل من ائتلاف اليسار الديمقراطي و«حركتك» مشروعي قانونين حول الشراكات المدنية إلى مجلس النواب. وكان أول مشروع قانون هو نفسه الذي فشل في مجلس النواب السابق، على غرار ميثاق التضامن المدني الفرنسي (للشركاء المثليين والشركاء المغايرين)، في حين أن مشروع القانون الثاني كان مشابها للنموذج الاسكندنافي (للشركاء المثليين فقط). أيضا، يعتزم المنبر المدني تقديم مشروع قانون خاص به، على غرار ميثاق التضامن المدني الفرنسي، مع وجود اختلافات خاصة بين الشراكات المدنية والزواج (حسب الضرورة لتكون متسقة مع الدستور). في 28 يونيو، عبرت اللجنة التشريعية عن رأي مفاده أن كلا المشروعين غير دستوريين. في 24 يوليو، صوَّت مجلس النواب ضد اقتراح للقراءة الأولى لمشروعي القانون. بعد ذلك بيوم واحد، اقترح المنبر المدني مشروع قانون خاص به حول «اتفاقيات الشراكة المدنية»، والذي تم تقديمه إلى البرلمان في سبتمبر.
تم رفض مشاريع القوانين الثلاثة في 25 يناير 2013 في الجلسة العامة للسجن لمجلس النواب، وبصورة أدق مشروع القانون الذي اقترحه المنبر المدني لتقديمه للجان لمزيد من الفحص في تصويت 211 صوتا لصالحه ورفض 228 صوتا ضده (211-228).

### 2015 إلى الوقت الحاضر
في أعقاب الانتخابات البرلمانية لعام 2015، شكل حزب القانون والعدالة المحافظ الاجتماعي الحكومة الجديدة، وهو حزب يعارض الشراكات المسجلة.
تم اقتراح مشروع قانون شراكة مسجلة جديد في 12 فبراير 2018 من قبل الحزب الحديث. وتم تقديمه إلى مجلس النواب في أبريل 2018.

## زواج المثليين

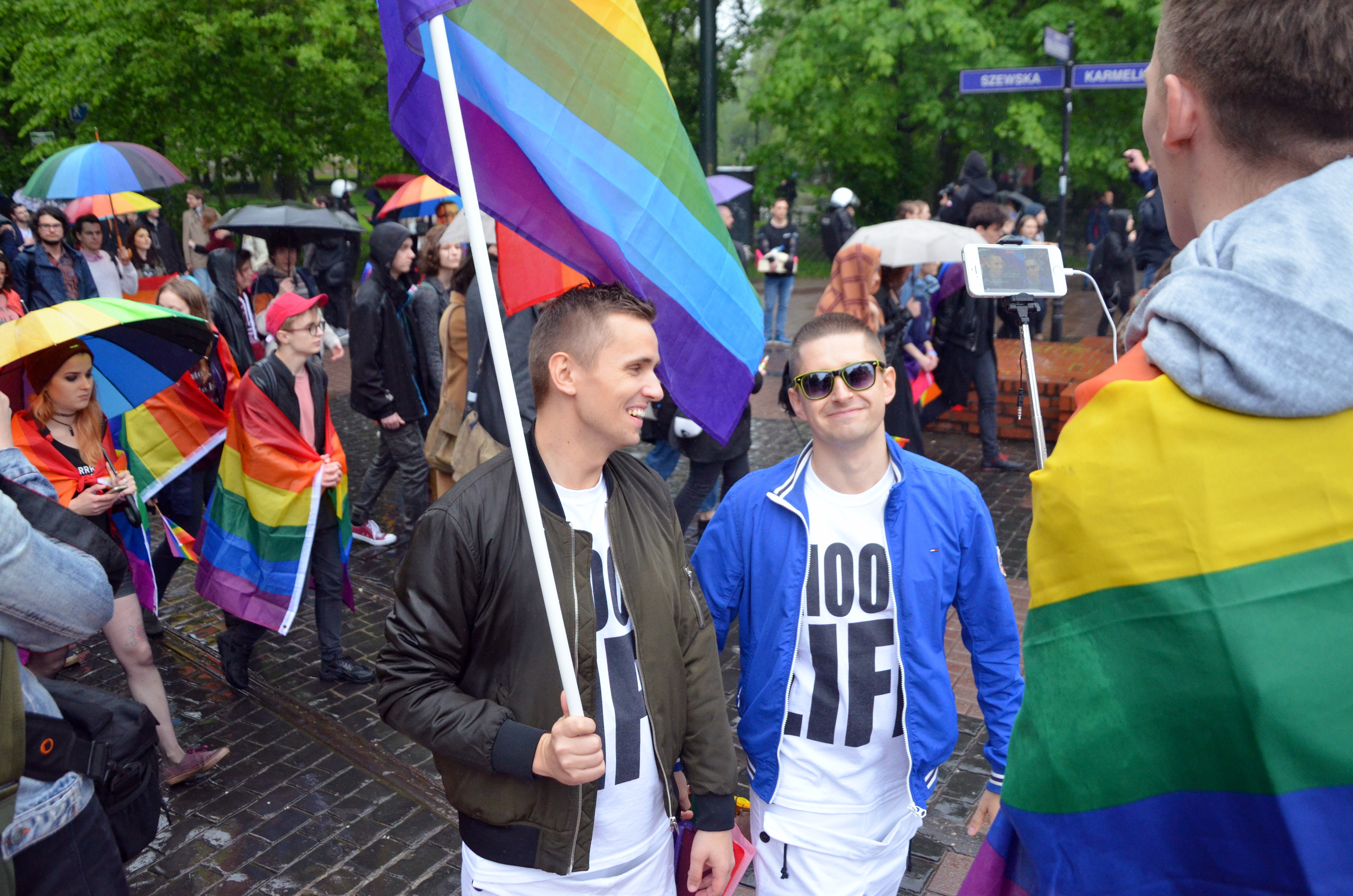
دافيد مايسيك (يسار) وجاكوب كويسينسكي (يمين)، الزوجان اللذان رفعا دعوى قضائية أمام المحكمة الإدارية العليا سعياً للاعتراف بزواج المثليين في بولندا، كراكوف، مايو/أيار 2017

تنص المادة 18 من دستور بولندا على ما يلي:
تم اعتماد المادة في عام 1997. ومنذ ذلك الحين، كان هناك الكثير من الجدل حول ما إذا كانت المادة تحظر زواج المثليين أم لا. وقد أفادت بعض وسائل الإعلام والمحامون بأنها حظر دستوري، في حين جادل آخرون بأن الصياغة غامضة، مجادلين أنها تشجع زواج المغايرين، ولكنها لا تحظر في حد ذاتها زواج المثليين. جادل العديد من المنظمات الدينية بأنه ينبغي تفسير الصياغة على أنها حظر دستوري على زواج المثليين.
وسعياً إلى اختبار الصياغة القانونية، تقدم زوجان مثليان، وهما مدونا فيديو ياكوب ودافيد، بطلب للاعتراف بزواجهما في البرتغال. بعد رفض طلبهم من السجل المدني في وارسو، رفعا الدعوى. تم رفض قضيتهم من قبل محكمة أدنى، لكنهما استأنفا. في 11 فبراير 2019، حكمت المحكمة الإدارية العليا لمحافظة مازوفيا في قضية Wojewódzki Sąd Administracyjny w Warszawie، بأن الدستور البولندي لا يحظر زواج المثليين. في حكمها، رفضت المحكمة الاعتراف بالزواج، حيث أنه لا توجد أحكام قانونية لزواج المثليين في بولندا، ولكن حكمت أيضا أن القانون الدستوري البولندي لا يحظر مثل حالات الزواج هذه. وهذا يعني أن الدستور البولندي لا يسمح بزواج المثليين ولا يحظره. ولذلك، يمكن للبرلمان البولندي تعديل القانون لتشريع زواج المثليين أو الشراكات المثلية دون انتهاك الدستور.

## الرأي العام
يبدو أن المواقف الاجتماعية تجاه الاعتراف القانوني بالعلاقات المثلية والأسر المثلية تتغير حيث أصبح البولنديون أكثر قبولًا بناءً على استطلاعات الرأي الأخيرة. وجد أحدث استطلاع للرأي (أجراه معهد إيبسوس عام 2017) أن أغلبية البولنديين يدعمون الشراكات المسجلة المثلية. ومع ذلك، لا تزال أغلبية كبيرة من البولنديين تعارض زواج المثليين وتبني المثليين للأطفال، رغم أن هذا العدد يتناقص ببطء. كما توصلت استطلاعات أخرى إلى أن أغلبية البولنديين يؤيدون الاعتراف بزواج المثليين الذي يتم عقده في الخارج وتؤيد أغلبية كبيرة حقوقًا معينة مثل الحصول على المعلومات الطبية أو الميراث.
كشفت دراسة أجريت عام 2010 ونشرت في صحيفة «رزيكزبوسبوليتا» أن البولنديين عارضوا بأغلبية زواج المثليين وتبني المثليين للأطفال. عارض 80% من البولنديين عارضوا زواج المثليين بينما عارض 93% من البولنديين التبني.
في عام 2011، وفقاً لاستطلاع أجرته مؤسسة «تي أن أس بولسكا»، أيد 54% من البولنديين الشراكات المثلية، بينما أيد 27% زواج المثليين.
وجد استطلاع يوروباروميتر لعام 2015 أن 28% من البولنديين اعتقدوا أنه ينبغي السماح بزواج المثليين في جميع أنحاء أوروبا، وكان 61% ضد ذلك. كانت هذه زيادة بنسبة 11% عن مؤشر يوروباروميتر السابق الذي تم إجراؤه في عام 2006. بالإضافة إلى ذلك، فإن عدد أولئك الذين «يعارضون بشدة» زواج المثليين قد انخفض إلى النصف تقريبًا من عام 2006 إلى عام 2015.

### استطلاع سيبوس
| تأييد البولنديين للاعتراف القانوني بالعلاقات المثلية | 2001 | 2001 | 2002 | 2002 | 2003 | 2003 | 2005 | 2005 | 2008 | 2008 | 2010 | 2010 | 2011 | 2011 | 2013 | 2013 | 2017 | 2017 |
| تأييد البولنديين للاعتراف القانوني بالعلاقات المثلية | نعم  | لا   | نعم  | لا   | نعم  | لا   | نعم  | لا   | نعم  | لا   | نعم  | لا   | نعم  | لا   | نعم  | لا   | نعم  | لا   |
| ---------------------------------------------------- | ---- | ---- | ---- | ---- | ---- | ---- | ---- | ---- | ---- | ---- | ---- | ---- | ---- | ---- | ---- | ---- | ---- | ---- |
| "الشراكة المسجلة"                                    | –    | –    | 15%  | 76%  | 34%  | 56%  | 46%  | 44%  | 41%  | 48%  | 45%  | 47%  | 25%  | 65%  | 33%  | 60%  | 36%  | 56%  |
| "زواج المثليين"                                      | 24%  | 69%  | –    | –    | –    | –    | 22%  | 72%  | 18%  | 76%  | 16%  | 78%  | 25%  | 65%  | 26%  | 68%  | 30%  | 64%  |
| "حقوق التبني"                                        | 8%   | 84%  | –    | –    | 8%   | 84%  | 6%   | 90%  | 6%   | 90%  | 6%   | 89%  | –    | –    | 8%   | 87%  | 11%  | 84%  |

وجد استطلاع عام 2013 أن دعم الشراكات المسجلة المثلية يختلف اختلافا كبيرا حسب ناخبي الأحزاب السياسية. أيد 68% من ناخبي «حركتك» الشراكات المسجلة، و 56% من ناخبي الائتلاف اليساري الديمقراطي، و 50% من ناخبي المنبر المدني، و 24% من ناخبي حزب الشعب البولندي، و 15%: من ناخبي حزب القانون والعدالة.
يعتبر دعم الشراكات المسجلة أعلى بين الشباب، والأشخاص الذين حصلوا على تعليم عال، والذين يعيشون في المدن الكبرى، والذين لديهم دخل أعلى، ومن هم أقل تديناً ومن اليساريين سياسياً.
| تأييد البولنديين للأبوة والأمومة للمثليين                  | 2014 | 2014 |
| تأييد البولنديين للأبوة والأمومة للمثليين                  | نعم  | لا   |
| ---------------------------------------------------------- | ---- | ---- |
| حق امرأة مثلية لأمومة طفل شريكتها                          | 56%  | 35%  |
| هذه الحالة في الأعلى مقبولة أخلاقيا                        | 41%  | 49%  |
| حق شريكين مثليين في الحضانة المؤقتة لطفل أحد الأقارب الميت | 52%  | 39%  |
| هذه الحالة في الأعلى مقبولة أخلاقيا                        | 38%  | 53%  |

### استطلاعات إيبريس
| تأييد البولنديين للاعتراف القانوني بالعلاقات المثلية | VI 2018 | VI 2018 |
| تأييد البولنديين للاعتراف القانوني بالعلاقات المثلية | نعم     | لا      |
| ---------------------------------------------------- | ------- | ------- |
| "زواج المثليين الذي يتم عقده في الخارج"              | 59%     | 30%     |

### استطلاع «سياب» 2012
| تأييد البولنديين للاعتراف القانوني بالعلاقات المثلية، 2012 | الشركاء المغايرون | الشركاء المغايرون | الشركاء المثليون | الشركاء المثليون |
| تأييد البولنديين للاعتراف القانوني بالعلاقات المثلية، 2012 | نعم               | لا                | نعم              | لا               |
| ---------------------------------------------------------- | ----------------- | ----------------- | ---------------- | ---------------- |
| "الشراكة المسجلة"                                          | 72%               | 17%               | 23%              | 65%              |
| "الحق في أخذ المعلومات الطبية"                             | 86%               | –                 | 68%              | –                |
| "الحق في الميراث"                                          | 78%               | –                 | 57%              | –                |
| "الحق في حساب مشترك للضرائب"                               | 75%               | –                 | 55%              | –                |
| "الحق في وراثة معاش شريك متوفى"                            | 75%               | –                 | 55%              | –                |
| "الحق في استرداد الأموال في المعالجات في المختبر"          | 58%               | –                 | 20%              | –                |
| "الحق في تبني طفل"                                         | 65%               | –                 | 16%              | –                |

### استطلاعات إبسوس
| تائيد البولنديين للاعتراف القانوني بالعلاقات المثلية | 2013 | 2013 | 2014 | 2014 | 2015 | 2015 |
| تائيد البولنديين للاعتراف القانوني بالعلاقات المثلية | نعم  | لا   | نعم  | لا   | نعم  | لا   |
| ---------------------------------------------------- | ---- | ---- | ---- | ---- | ---- | ---- |
| "زواج المثليين"                                      | 21%  | 63%  | 20%  | 66%  | 21%  | 67%  |
| "شكل من أشكال الاعتراف القانوني بالعلاقات المثلية"   | 60%  | 24%  | 56%  | 29%  | 56%  | 32%  |

### استطلاعات بي بي أس
| تأييد البولنديين للاعتراف القانوني بالعلاقات المثلية  | 2013 | 2013 | 2015 | 2015 |
| تأييد البولنديين للاعتراف القانوني بالعلاقات المثلية  | نعم  | لا   | نعم  | لا   |
| ----------------------------------------------------- | ---- | ---- | ---- | ---- |
| "أي شكل من أشكال الاعتراف القانوني بالعلاقات المثلية" | –    | –    | 55%  | –    |
| "اتفاقية توثيق"                                       | –    | –    | 49%  | 38%  |
| "شراكة مسجلة"                                         | 40%  | 46%  | 37%  | 52%  |
| "زواج المثليين"                                       | 30%  | 56%  | 29%  | 61%  |
| "حقوق التبني"                                         | 17%  | 70%  | 22%  | 70%  |

### استطلاع أوبوب 2013
| تأييد البولنديين للشراكات المدنية | الشركاء المغايرون | الشركاء المغايرون | الشركاء المثليون | الشركاء المثليون |
| تأييد البولنديين للشراكات المدنية | نعم               | لا                | نعم              | لا               |
| --------------------------------- | ----------------- | ----------------- | ---------------- | ---------------- |
| "شراكة مسجلة"                     | 67%               | 34%               | 47%              | 53%              |

### استطلاعات أخرى
| تأييد البولنديين للاعتراف القانوني بالعلاقات المثلية | 2011 تي أن أس أوبوب | 2011 تي أن أس أوبوب | 2013 هومو هوميني | 2013 هومو هوميني | 2017 إبسوس | 2017 إبسوس |
| تأييد البولنديين للاعتراف القانوني بالعلاقات المثلية | نعم                 | لا                  | نعم              | لا               | نعم        | لا         |
| ---------------------------------------------------- | ------------------- | ------------------- | ---------------- | ---------------- | ---------- | ---------- |
| "شراكة مسجلة"                                        | 54%                 | 41%                 | 55%              | 39%              | 52%        | 43%        |
| "زواج المثليين"                                      | 27%                 | 68%                 | 27%              | 69%              | 38%        | 57%        |
| "حقوق التبني"                                        | 7%                  | 90%                 | 14%              | 84%              | 16%        | 80%        |

| تأييد البولنديين للاعتراف القانوني بالعلاقات المثلية | 2006 يوروباروميتر | 2006 يوروباروميتر | 2015 يوروباروميتر | 2015 يوروباروميتر | 2017 مركز بيو للدراسات | 2017 مركز بيو للدراسات |
| تأييد البولنديين للاعتراف القانوني بالعلاقات المثلية | نعم               | لا                | نعم               | لا                | نعم                    | لا                     |
| ---------------------------------------------------- | ----------------- | ----------------- | ----------------- | ----------------- | ---------------------- | ---------------------- |
| "زواج المثليين" (العدد الإجمالي)                     | 17%               | 76%               | 28%               | 61%               | 32%                    | 59%                    |
| "زواج المثليين" (إلى حد ما)                          | 12%               | 16%               | 19%               | 25%               | 25%                    | 28%                    |
| "زواج المثليين" (بقوة)                               | 6%                | 61%               | 9%                | 36%               | 8%                     | 31%                    |